# Hadahade
Hadahade (en népalais : हाडहाडे) est un comité de développement villageois du Népal situé dans le district de Gulmi. Au recensement de 2011, il comptait 3 771 habitants.